# Albert de Rochas
Eugène Auguste Albert de Rochas d'Aiglun (20 de mayo de 1837 - 2 de septiembre de 1914) fue un parapsicólogo, historiador, traductor, escritor, ingeniero militar y administrador francés.

## Biografía

### Vida y carrera
Rochas nació el 20 de mayo de 1837 en Saint-Firmin, en el departamento de Altos Alpes, hijo de Marie Joseph Eugène de Rochas d'Aiglun, un juez en el tribunal en Briançon, y de Camille Jayet Félicité. Estudió literatura y matemáticas en el Lycée de Grenoble y en 1857, entró en la École polytechnique en París, teniendo la intención de seguir una carrera militar. En 1861, se graduó como Teniente en los Ingenieros Militares ("Le Génie militaire") y distinguido él mismo como un soldado, el ingeniero y el administrador. Él se elevó a la fila de comandante de batallón en 1880 y fue hecho el jefe de ingenieros en 1887. Él se retiró de los militares en 1888 como un Teniente coronel. Él también había sido el inspector de estudios y director en la Politécnica École, pero tuvo que dimitir debido a su participación en actividades de investigación paranormales.
Rochas fue hecho un Chevalier (el Caballero) en la Legión d'Honneur en 1875 y un oficial en 1889. 

### La escritura científica
Realizó contribuciones significativas al estudio de la historia militar, de la ingeniería y la producción. También escribió sobre la tecnología antigua, la exploración, los órganos hidráulicos,  clepsidras,  instrumentos de inspección antiguos, la artillería griega. Por sus trabajos fue condecorado con una medalla de la " Société des Études Grecques ".

### La investigación paranormal
Rochas es conocido por sus investigaciones parapsicológicas. Al respecto ensayó una base científica para fenómenos ocultos. Su primer libro sobre el sujeto, Fuerzas de  non définies (" Fuerzas Indefinidas ", 1887), fue seguido de numerosos libros y artículos sobre el curso de casi treinta años, sobre sujeta como el hipnotismo, la telecinesia, " emanaciones magnéticas " la reencarnación, la fotografía de espíritu, etc.
Rochas era la parte del comité que investigó el medio famoso italiano, Eusapia Palladino, detallado en su libro, L'extériorisation de la motricité (1896).Él realizó la investigación en el hipnosis, y documentó el fenómeno " de externalisation de sensibilidad " por el cual hipnotizado sujeta adquieren una sensibilidad física frente a estímulos a una distancia; por ejemplo, el sujeto puede ser hecho para sentir el dolor si un cierto punto es pellizcado o pinchado lejos del cuerpo y aún puede ser hecho para sentir las sensaciones del hipnotizador. Él investigó otros fenómenos "magnéticos" como la transferencia de enfermedad de un organismo al otro,  la regresión de vida pasada, los efectos de la música sobre la emoción humana (mirar Sentimientos de la musique et la gesta le), etc. Él también introdujo el público francés al trabajo de Carl Reichenbach y su teoría de fuerza de odic.

## Obras
- Recueil de documents sur la lévitation, Colonel Albert de Rochas d’Aiglun, Editeur : CreateSpace Independent Publishing Platform, (19 mars 2016), ISBN 978-1530636020